# MumboJumbo
MumboJumbo, LLC is een Amerikaanse onafhankelijke ontwikkelaar van computerspellen voor verschillende platformen. Het bedrijf werd in januari 2001 opgericht door Mark Dochtermann en Ron Dimant.